# Willow River (Minnesota)
Willow River es una ciudad ubicada en el condado de Pine en el estado estadounidense de Minnesota. En el Censo de 2010 tenía una población de 415 habitantes y una densidad poblacional de 86,43 personas por km².

## Geografía
Willow River se encuentra ubicada en las coordenadas 46°19′50″N 92°49′29″O / 46.33056, -92.82472. Según la Oficina del Censo de los Estados Unidos, Willow River tiene una superficie total de 4,8 km², de la cual 4,42 km² corresponden a tierra firme y (7,98%) 0,38 km² es agua.

## Demografía
Según el censo de 2010, había 415 personas residiendo en Willow River. La densidad de población era de 86,43 hab./km². De los 415 habitantes, Willow River estaba compuesto por el 95,66% blancos, el 0,24% eran afroamericanos, el 1,45% eran amerindios, el 0% eran asiáticos, el 0% eran isleños del Pacífico, el 0,24% eran de otras razas y el 2,41% pertenecían a dos o más razas. Del total de la población, el 2,17% eran hispanos o latinos de cualquier raza.